# Sodaleta reedei
Sodaleta reedei är en snäckart som först beskrevs av Brazier 1876.  Sodaleta reedei ingår i släktet Sodaleta och familjen Helicarionidae. Inga underarter finns listade i Catalogue of Life.